# The Eidolon
The Eidolon fue uno de los dos videojuegos de la segunda ola de Lucasfilm Games (diciembre de 1985); el otro fue Koronis Rift. Ambos tomaron ventaja de la tecnología fractal desarrollada para Rescue on Fractalus!, e incluso la mejoraron. En The Eidolon, las montañas fractales de Rescue fueron invertidas verticalmente para usarse como el interior de una cueva. Charlie Kellner fue el líder de proyecto, diseñador, y programador jefe del videojuego.
The Eidolon se distribuía en disquetes. En un lado tenía la versión de Atari, y en el otro la de Commodore 64. Debido a los requisitos de memoria (64 kB), la versión de Atari solo funcionaba en una XL o una XE con 64 kB de memoria o más.
The Eidolon es un ejemplo temprano del estilo steampunk en los videojuegos.

## Historia
El jugador encuentra el Eidolon en un laboratorio abandonado y polvoriento. Su curiosidad es despertada por un dispositivo cubierto por una lona, de uso aparentemente reciente. Mientras el jugador investiga que es lo que sucedió, es accidentalmente transportado a otra dimensión y atrapado en una cueva con forma de laberinto. Las criaturas allí son despertadas de un largo sueño cuando comienzan a sentir la energía que emana del Eidolon, y el jugador descubre que su única oportunidad de sobrevivir yace sobre el Eidolon y su poderosa arma de energía.

## Desarrollo del juego
El jugador se encuentra atrapado en un laberinto de cuevas en las que residen criaturas cada vez más peligrosas que se sienten atraídas hacia el Eidolon y lo atacan en un intento de absorber su energía. El Eidolon tiene cuatro maneras de atacar, cada una de un color, que funciona como defensa al absorber las bolas de fuego de los enemigos, que es el principal modo de recuperar poder y sobrevivir. Cada enemigo es vulnerable a una sola bola, excepto las bolas especiales de Congelar y Polimorfismo.
En las cuevas se pueden encontrar bolas de diferentes colores y pueden ser disparar para luego absorberlas.
Algunas bolas tienen efectos especiales, como las de Congelar y Polimorfismo. Congelar paraliza temporalmente a los enemigos para poder atacarlos. Polimorfismo permite cambiar un enemigo por otro diferente, para que pueda ser eliminado con un color distinto que el jugador pudiera tener.
En cada nivel hay tres diamantes y cada uno de ellos es protegido por un enemigo de un color específico. Estos diamantes pueden ser obtenidos luego de derrotar a los enemigos, y desbloquean el pasaje hacia el dragón que resguarda la salida de cada cueva.
Las batallas finales con los dragones tienden a ser muy movidas. Los dragones escupen bolas de energía de diferentes colores hacia el Eidolon, que pueden ser atrapadas disparándoles con el color de energía apropiado.